# 高家 (江戸時代)
高家（こうけ）は、江戸幕府において朝廷関係の儀式典礼を司った役職。また、この職に就くことのできる家格の旗本（高家旗本）家を指す。

## 「高家」の語の由来
「高家」とは古くは王臣家、名家、権勢家などの意味で用いられ、やがて武家の名門家を指すようになった。『太平記』にも大名、高家という記述がある。室町時代には足利氏を公方と言い、その一族を公家、高家と書いており、後に公卿と混同されるので高家と書くようになった。

## 江戸幕府の高家について
江戸幕府の役職としての高家は、老中支配下で、朝廷関係の儀式典礼を司った。奏者番が武家の典礼を司るのに対し、高家は宮中との関係の典礼を司るという違いがあった。
雁間詰めで、享保8年（1723年）制定の役高は1500石。禁裏と接するので旗本にしては官位が高く、従五位下侍従より従四位上少将に至った。
その起源は、慶長8年（1603年）、徳川家康の征夷大将軍宣下の式典作法を、藤原北家中御門流庶流の公家持明院家の庶流と伝わる大沢家当主大沢基宿に管掌させたのに遡る。ただ当時は「高家」とは呼ばれておらず、職務が先行して生まれ、寛永期に「高家」の職名が定着した。慶長13年12月24日には清和源氏足利氏庶流吉良家の当主吉良義弥が大沢基宿に続いて高家に列せられたと考えられる（当時は高家の役職名がなかったので侍従任命をもって判断）。これ以降しばらく、高家の数が増やされるまで、幕府から朝廷への使者の役割は大沢家と吉良家の2家が交互に世襲で務めていたと見られる。
万石以下の旗本職だが、高家に就任できる旗本家は、旗本家の中でも名門の家で固定されており、万治2年（1659年）時点では、大沢家と吉良家の他に、今川家、品川家、上杉家、戸田家の4家も高家に列しており、その後もさらに増やされ、宝永7年（1710年）以降に26家で固まった。高家旗本家は、戦国時代に大名として生き残れず没落した武家の名門家が多いが、5代将軍徳川綱吉が公家の次男以下を江戸に招いて、高家に列することが多かったため、公家の分家も複数存在する。公家分家の場合は、江戸に下って幕臣に転じるにあたって所縁のある武家の家名に改姓する場合が多い。
高家旗本家の家禄は、上は5000石の畠山家から、下は300石の品川家まであるが、概ね1000石程度でそれほど高くはない。しかし儀典指導や宮中との昵懇から、諸大名からの付け届けがあり、生活は楽であった。
高家職に就いている高家旗本は「奥高家」という。高家職に就いていない無役の高家旗本は「表高家」といい、年頭、歳暮、五節句以外では登城せず、無位無官である。奥高家の中でも特に選ばれた3名は高家肝煎となった。
6代将軍家宣と7代将軍家継の代にだけ置かれた側高家、慶安3年に大沢基隆、品川高如、上杉長貞が務めた西丸高家という役職が存在した時期もあるが、その職位は奥高家や表高家とは著しく異なったようである。

### 高家肝煎
奥高家の中から有職故実や礼儀作法に精通している3名を選んで高家肝煎（）とした（「三高」と呼ばれた。一部に「高家筆頭」と書く書もあるが、当時「高家筆頭」という職や呼び方があったかは疑問である）。
天和3年（1683年）に大沢基恒、畠山義里、吉良義央の3名が高家肝煎として月番で務めることになって以降、高家肝煎が制度化された。
宮中への使者、伊勢日光代参、勅使参向の際の接待、柳営礼式の掌典などは三高が担当した。
三人のうち一人ずつ宿直し、詰所は寺社奉行・奏者番の隣で町奉行の上である。席は譜代大名の詰所の雁の間だった。肝煎料は800俵だが、幕末には役料として1500両が月割で支給されるようになった。

### 高家の職務の詳細
高家は、幕府から京の朝廷に派遣される使者を務め、また朝廷から派遣される勅使・院使の接待、勅院使饗応役に任じられた大名への儀典指導など、朝幕間の諸礼に当たった。また、朝鮮通信使の接待も担当した。
また、伊勢神宮・日光東照宮などへの将軍の代拝の役割も担った。伊勢と日光への代参を将軍に報告する際には将軍からも平伏されるが、他への代参の報告の場合は老中が披露し、将軍は脇差姿で言上を聞く。
普段は奏者番一人と共に雁間に詰めて、老中・若年寄の登城退出を送迎してご機嫌を伺った。
1月2日の将軍の「お流れ頂戴」の際に捨土器を大名に渡して酌をするのも高家の職務だった。
高家旗本家は、原則として高家以外の幕府役職に就くことは許されなかったが、例外的に明治維新期の慶応4年2月25日には今川範叙（後の今川国広）が高家のまま若年寄に任じられている。なぜ異例の任命があったか史料からその理由を確認することはできないが、この時すでに旧幕府勢力征伐のため東征軍が江戸へ進軍中であり、徳川慶喜は上野寛永寺で謹慎して恭順姿勢を示していた時期であることから考えて、高家として培った今川の朝廷への人脈・交渉力が期待されたものと思われる。若年寄となった今川は、慶応4年3月27日付けで東征大総督有栖川宮熾仁親王に宛てて歎願書を上申し、その中で徳川家の助命を歎願しつつ、今川家の中世以来の朝廷との関わりを述べて哀願している。『続徳川実記』によれば、江戸城無血開城直前の4月6日に今川は若年寄と高家職を免ぜられている。

## 明治以降
高家は、明治維新の際に幕臣の中でもいち早く朝臣に転身した層である。高家たちは、慶応4年（1868年）2月には京都にいた大沢基寿と京極高福に委任する形で、高家「衆」として朝臣編入と本領安堵を朝廷に認めてもらうための運動を展開していた。その嘆願の中で「何レモ（いずれも）高家ニテ、私共同様武官之家柄ニ御座無候」と主張して高家の職務の特殊性と徳川幕府からの自立性を強調し、「相応之御用被仰付候様」と朝廷に仕えることを願い出ている。
その願いは聞き届けられ、高家は全家が早期帰順者として朝臣に編入され、本領安堵された。高家で戊辰戦争で賊軍に与した者や、徳川宗家に従って静岡藩士になった者は皆無である。当時幕府若年寄になっていた今川すら3月には勤王誓書を提出している。ここからは、高家の旗本としての特殊性（徳川幕府に対する相対的な自立性）が見て取れ、それによって彼らは容易に高家から朝臣へ転身し得たのである。
ただし、朝幕関係の取り次ぎ役という高家の家職については、当事者の一方である幕府が滅亡した以上は必要性が皆無であるため、「従前之職務無用ニ付 以後武家一同之心得ヲ以テ御奉公可仕」として他の武家と同様の奉公が命じられている。
朝臣に転じた高家と交代寄合の各家は、禄高に関係なく、下大夫（元寄合・両番席以下席々1000石以上の一般旗本）や上士（元両番席以下席々1000石以下100石までの一般旗本）に列した旧一般旗本の朝臣たちより上位の中大夫席を与えられた。中大夫席の触頭には旧高家の今川国広（触下14家）と旧交代寄合の菅沼定長（触下17家）が任命されていた。
明治2年（1869年）12月に中大夫以下の称が廃止されるに伴い、旧高家の朝臣は、旧一般旗本の朝臣と同様に士族に編入された。また、この際に旧旗本の朝臣の領地は全員上地となり、上損下益の削減率に基づいた蔵米支給になったのを経て、最終的には明治9年の秩禄処分で家禄制度は金禄公債と引き換えに全廃となった。
なお、旧高家のうち大沢家のみ「高直し」で石高を1万石に偽装して堀江藩を立藩することで一時的に華族に列しているが、明治4年（1871年）の廃藩置県時の調査で石高偽装が発覚して、士族に降格され、当主の基寿は禁固1年に処された。
明治17年（1884年）7月の華族令施行で華族が五爵制になった際に定められた『叙爵内規』の前の案である『爵位発行順序』所収の『華族令』案の内規（明治11年・12年ごろ作成）や『授爵規則』（明治12年以降16年ごろ作成）では、元高家が元交代寄合や各藩の万石以上陪臣家、堂上公家に準ずる扱いだった六位蔵人や伏見宮殿上人（若江家）などの諸家とともに男爵候補に挙げられているものの、最終的な『叙爵内規』ではいずれも授爵対象外となったため、士族のままだった。華族編列・授爵をめぐっては華族の体面を保てる財産があるか否かが重視され、明治30年代になると富裕層が多い旧万石以上陪臣家は男爵に叙され始めるが、旧高家にはその後も叙爵はなかった。

## 高家一覧
有馬家
村上源氏嫡流の公家久我家の分家。久我通名の次男堀川広益が宝永7年（1710年）に江戸に下って幕臣に転じ、上野国群馬郡500石を与えられて高家となり、その子広之が村上源氏の久留米藩主有馬家との所縁で有馬に改姓した。
今川家
清和源氏足利氏流。駿河の戦国大名だった今川氏真は今川氏滅亡後、徳川家康に仕え、近江国野洲郡に500石を与えられ、孫の直房が寛永13年（1636年）に高家に列せられ、500石加増で都合1000石となる。江戸幕府滅亡直前期に範叙（国広）が異例の若年寄に登用されている。範叙の朝廷への人脈に望みを託した任命と思われる。
上杉家
関東管領山内上杉家の末裔。上杉謙信の養子上条上杉政繁の養子で、能登畠山氏の子である畠山（上杉）義春の次男上杉長員の系統。後述の高家能登畠山家とは兄弟関係にある。長員が慶長6年（1601年）に下総国・常陸国に1490石を与えられて旗本となり、慶安元年（1648年）長貞の時に高家となる。『諸御役代々記』によれば、長貞の寛文2年（1662年）の死亡は、院宣紛失のための自殺という。
大沢家
藤原北家中御門流庶流の公家持明院家の庶流と称する。
1. 大沢基宿は家康の将軍宣下の儀礼を司っており、実質的な高家の始まりとされる。3550石。維新に際して当時の当主基寿は堀江藩を立藩して華族に列したが、廃藩置県時に石高偽装が発覚して華族から士族へ降格された。一時的に終わったとはいえ高家の中で華族に列したことがある唯一の家。
2. 大沢基宿の孫にあたる持明院基時の子大沢基貫が江戸に下向して幕臣に転じ、宝永6年（1709年）に高家となったのに始まる。500石。

大友家
藤原北家秀郷流（利仁流とも）で、鎌倉時代から安土桃山時代まで豊後の守護・守護大名・戦国大名だった大友氏の末裔義孝（大友義統の孫）が明暦3年（1657年）に大友家を再興し、元禄8年（1688年）に高家に列せられる。所領は下野国塩谷郡に1,000石。
織田家
桓武平氏を称し、戦国大名織田信長の子孫である3家。
1. 信長の次男信雄の五男高長（大和国松山藩主）の三男長政は万治3年（1660年）に大和国宇陀郡で2700石を分与されて旗本となり、元禄14年（1701年）にその子信明が高家登用。
2. 信長の七男信高は近江国2000石の旗本となり、その子孫信門が元禄元年（1688年）に高家登用。
3. 信長の九男信貞は近江国700石の旗本となり、その子貞置が寛文3年（1663年）に高家登用。

京極家
宇多源氏佐々木氏流。室町幕府の四職である京極家の、子孫の一系である高国（宮津藩主のち改易）の嫡子高規が元禄3年（1690年）に旗本に列せられ、元禄8年に高家に列せられたのに始まる。安房国で2000石。
吉良家（三河吉良氏）
清和源氏足利氏流。最初の高家である大沢家に続いて、慶長13年（1608年）から高家。家禄は三河国幡豆郡内の吉良村をはじめとする7村3200石と、上野国緑野郡白石村と碓氷郡人見村・中谷村の3村1000石の都合4200石。元禄14年（1701年）4月に殿中において勅使饗応役だった赤穂藩主浅野長矩が、指南役だった同家の当主吉良義央に刃傷に及び、浅野長矩は切腹・改易となり、その翌年暮れに吉良邸に浅野の遺臣が討ち入り、義央が討ち取られる赤穂事件が起きた。事件後改易となり絶家した。1732年（下記の蒔田氏の吉良への改姓よりも後）に分家にあたる500石の一般旗本東条義孚が本家の絶家に伴って東条から吉良に改姓。
蒔田家→吉良家（武蔵吉良氏）
清和源氏足利氏流。三河吉良家とは遠祖を同じくする別系統。元は吉良姓であったが、後北条氏滅亡後に徳川家康に仕えた頼久は、家康から吉良を家号は一人に限るよう命じられ、祖父が住した蒔田の家名に改めた。義成の代の明暦3年（1657年）に高家に列し、その息子義俊の代の宝暦6年（1709年）に上記三河吉良家の絶家に伴って吉良に復姓。1425石。
品川家
清和源氏今川家の傍流。今川氏真の次男高久は慶長6年に上野国碓氷郡で1000石を与えられて旗本となったが、徳川秀忠に今川の家号は宗家に限り、品川を称すべしと命じられて、品川に改姓。寛永16年に高如が襲封した際に高家に列せられる。正徳3年（1713年）、範増の早世により一旦絶家するが、今川家に連なる名家であることから、約1ヵ月後に血縁の信方により再興が許された。ただし1,500石から300石に減知された。
武田家
清和源氏義光流。甲斐の戦国大名武田信玄の次男海野信親の子孫である武田信興が元禄13年（1700年）に高家に列せられたのに始まる。500石。
中条家
藤原北家高倉流の公家樋口家の分家。樋口信孝の次男中条信慶が元禄14年に江戸に下向して幕臣に転じたのに始まる。遠縁にあたる後北条氏の家臣だった中条持胤の名跡を継ぐ形で中条を称する。幕末から明治期の当主信礼は、国学者でもあり、朝臣となった後には諸侯昇格請願を行っているが、不許可となっている。1373石。
土岐家
清和源氏頼光流。2家あり。
1. 美濃の守護大名土岐頼芸の次男頼次の子孫。頼次の子頼勝が初代。宝永3年（1706年）頼泰の代に改易。1千石のち分知して700石。
2. 土岐頼芸の四男頼元の子孫。頼元の子の持益の代に美濃国1000石の旗本となり、その子頼長の代の寛永17年（1640年）に高家に列した。のち分知で700石。幕末から明治期の当主頼近は、維新後、権大舎人、元老院等外三等出仕、元老院書記生などを歴任して明治政府官僚として活躍。

戸田家
村上源氏久我流の公家六条家の分家。六条有純の子で、大伯父にあたる大垣藩主戸田氏鉄に寄食していた氏豊が、慶安2年（1649年）に知行1000石で幕臣に抱えられて高家に列したのに始まる。大垣戸田家との所縁から戸田を称した。公家分家の最初の高家。2000石。
長澤家
藤原北家日野流の公家外山家の分家。外山光顕の次男資親が元禄12年（1699年）に幕臣に転じ、長澤を号したのに始まる。宝永6年（1709年）に高家に列せられた。1400石。
畠山家（河内半国・紀伊守護家）
清和源氏足利氏流。室町幕府の三管領である畠山金吾家からの分家。 畠山政国（畠山政長の曾孫）の曽孫政信は、寛永元年（1624年）に旗本となり、摂津国で300石を与えられ、子の基玄の代の延宝7年（1679年）に高家に列した。その後、基玄は一時高家の列を離れ、徳川綱吉の側用人や奏者番になるなど栄進して5000石に加増された。慶応4年（1868年）7月、朝臣となっていた基永は、弁事役所に申請して畠山姓を足利姓に改姓している。
畠山家（能登守護家）
清和源氏足利氏流。 上杉謙信の養子上条上杉政繁の養子で、能登畠山氏の子である畠山（上杉）義春は、豊臣氏を経て徳川氏に仕え、旗本となり、その三男義真の代の元和3年（1617年）に3020石に加増。義真の子義里の代の寛文3年（1663年）に高家に列する。上記の畠山家は明治以降足利に改姓したが、こちらは明治以降も畠山姓のままである。なお、義春の次男長員は上条上杉氏を継いでおり、こちらも高家になっている。
日野家
藤原北家日野流嫡流の公家日野家の分家。旗本花房正栄の息子で、外祖父の日野輝資の養子に入った日野資栄が初代。1533石余。
前田家 （藤原氏）
藤原北家閑院流の公家押小路家の分家。押小路公音の次男前田玄長が江戸に下向して幕臣に転じ、宝暦6年（1709年）に高家に列したのに始まる。先祖の右大臣三条西実条の室が豊臣政権五奉行前田玄以の長女であった所縁により前田と称した。1400石。
前田家 （菅原氏）
菅原氏嫡流の公家高辻家の分家。上記の藤姓前田家とは別系統。高辻長量の次男前田長泰が江戸に下向して幕臣に転じ、宝暦6年（1709年）に高家に列したのに始まる。菅原氏の末裔と称する加賀前田家との所縁で前田と称した。1000石。
宮原家
清和源氏足利氏流。古河公方足利高基の四男であり、関東管領の晴直の子孫（喜連川家とは別系統）。晴直から三代後の宮原義久の代の宝永6年（1709年）から高家に列する。1040石。
最上家
清和源氏足利氏流。斯波家兼の子兼頼を祖とする大崎氏の分家。最上義光の子孫義智が一代限りの高家に登用された。5000石。のちに交代寄合となった。
由良家
清和源氏新田流とする。新田氏の子孫を称したが、実際は上野国新田荘横瀬郷を本拠とした小野姓横瀬氏とされる。由良国繁が幕府旗本となり、孫の貞房以降高家となった。1000石。維新後朝臣に列した後に新田に改姓。南朝忠臣新田義貞嫡流の座を巡って旧交代寄合の朝臣新田家（旧岩松家）と争ったが、岩松新田家が嫡流と認められて華族の男爵家に列したため、由良新田家が華族となることはできなかった。
横瀬家
由良貞房の次男横瀬貞顕が初代。1000石。
六角家
藤原北家日野流の公家烏丸家の分家。烏丸光広の次男広賢が幕臣に転じ、六角を称したのに始まる。2000石。